# Arnaud Spire
Pour les articles homonymes, voir Spire.
Arnaud Spire, né le 16 juin 1939 à Annecy et mort le 24 janvier 2022 dans le 20e arrondissement de Paris, est un journaliste à l'Humanité et philosophe français.

## Biographie
Arnaud Spire, né le 16 juin 1939 à Annecy, est le fils de Gilbert Spire, professeur de philosophie, et Marie-Rose Halphen.
Il est recruté en 1957 dans la marine nationale pour son service militaire et versé, contre son gré, dans les fusiliers marins. Il dénonce publiquement, après un massacre commis dans un village, l’amiral Ponchardier, ce qui lui vaut d’être arrêté et torturé. Il est emprisonné successivement à Tlemcen, puis à l’Amirauté d’Alger et enfin à Toulon avant d’être libéré à la fin de l'année 1959.
Favorable à l'indépendance de l'Algérie, il milite quelque temps auprès des cercles anticolonialistes du PSU et du PCF. Il s'engage en particulier dans le Front d’action et de coordination des universitaires et des intellectuels pour un rassemblement antifasciste, dont il devient secrétaire administratif. Il se rapproche du FLN et revient en Algérie début 1962 pour apporter des médicaments.
Résidant en Algérie en mars 1962, il est journaliste à Alger républicain jusqu'en 1965, date à laquelle le journal est interdit. Alors qu'il milite dans un mouvement clandestin d'opposition aux putchistes, l’Organisation de résistance populaire (ORP), il est arrêté, torturé et expulsé en France en septembre 1965.
Après l'obtention d'une licence de philosophie en 1967, il enseigne cette matière dans l’enseignement privé et passe en 1968 un DES intitulé Les prémisses de la dialectique dans la pensée de Descartes. Militant syndical actif, il perd son emploi en 1974. Il exerce alors la fonction de secrétaire général de la rédaction au sein de La Nouvelle critique (1975-1979), puis reprend une activité journalistique à l'Humanité.
Il est membre du directoire de l'association Espaces Marx et conseiller de la Fondation Gabriel-Péri (fondée par le PCF en 2004).
Auteur de nombreux ouvrages dont plusieurs en collaboration avec Jean-Paul Jouary, sa pensée s'inscrit dans le sillage du marxisme et s'inspire notamment des travaux d'Edgar Morin. Il s'est intéressé à la pensée d'Ilya Prigogine à laquelle il consacre un ouvrage en 1999 (La pensée-Prigogine).
Il collabore à de nombreux autres périodiques dont Multitudes, les Cahiers Jaurès, Regards.
Arnaud Spire meurt le 24 janvier 2022 dans le 20e arrondissement de Paris,.

## Publications
- Giscard et les idées : essai sur la guerre idéologique  (en collaboration avec Jean-Paul Jouary, Guy Pélachaud et Bernard Vasseur), Paris, Éditions sociales, coll. « Notre temps », 1980, 232 p. (ISBN 978-2-209-05380-3).
- Éloge de la politique  (en collaboration avec Jean-Paul Jouary), Paris, Éditions sociales, 1981, 181 p. (ISBN 978-2-209-05456-5).
- Invitation à la philosophie marxiste  (en collaboration avec Jean-Paul Jouary), Paris, Éditions sociales, 1983, 188 p. (ISBN 2-209-05523-7).
- Le Coup d'État continue : Mitterrand et les institutions  (en collaboration avec Jean-Paul Jouary), Paris, Éditions sociales (diffusion Messidor), 1985, 221 p. (ISBN 9782209057917).
- Penser les révolutions : seconde invitation à la philosophie marxiste  (en collaboration avec  Jean-Paul Jouary), Paris, Messidor-Éditions sociales, 1989, 218 p. (ISBN 2-209-06197-0).
- Lénine, l'éternel retour du concret : seconde invitation à la philosophie marxiste  (préface de Jean-Paul Jouary), Paris, Messidor-Éditions sociales, 1991, 222 p. (ISBN 9782209066049).
- Grammaire du pluralisme : entretiens avec Bernard-Henri Lévy, Régis Debray, Paul-Loup Sulitzer, et al.  (éditeur scientifique, avec Jean-Paul Jouary), Paris, Éditions sociales, coll. « Essai », 1993, 250 p. (ISBN 2-209-06197-0) [compte rendu en ligne].
- Servitudes et grandeurs du cynisme : de l'impossibilité des principes et de l'impossibilité de s'en passer  (en collaboration avec Jean-Paul Jouary), Paris, Desclée De Brouwer, 1997, 262 p. (ISBN 2-220-03989-7).
- Marx cet inconnu, Paris, Desclée De Brouwer, 1999, 95 p. (ISBN 2-220-04618-4).
- La pensée-Prigogine  (suivi de trois entretiens avec Gilles Cohen-Tannoudji, Daniel Bensaïd et Edgar Morin), Paris, Desclée De Brouwer, 1999, 206 p. (ISBN 2-220-04380-0).
- Marx contemporain - Cycle de réflexion philosophique ouvert le 16 mars 2000 à l'initiative de l'association Espaces Marx et de l'Université Paris VIII-Saint-Denis  (éditeur scientifique, avec Renaud Fabre ; textes de Jean-Marie Vincent, Denis Berger, Madeleine Rebérioux [et al.]), Paris, Éditions Syllepse, coll. « Espaces Marx », 2003, 278 p. (ISBN 2-84797-029-0) [compte rendu en ligne].
- L'idéologie toujours présente : dialogue entre eidos et logos  (en collaboration avec Jérôme-Alexandre Nielsberg, préface de Georges Labica), Paris, La Dispute, 2004, 219 p. (ISBN 2-84303-079-X) [compte rendu en ligne].
- Quand l'événement dépasse le prévisible : critique de l'horloge déterministe  (éditeurs scientifiques : Joachim Wilke, Jean-Marc Gabaude et Samir Amin, préface de Joachim Wilke), Paris, l'Harmattan, coll. « Raison mondialisée », 2006, 187 p. (ISBN 2-296-00510-1) [compte rendu en ligne].